# Olios lamarcki
Olios lamarcki là một loài nhện trong họ Sparassidae.
Loài này thuộc chi Olios. Olios lamarcki được miêu tả năm 1806 bởi Latreille.